# Никита (Сторожук)
Єпископ Никита (в миру Андрій Петрович Сторожук, нар. 12 грудня 1980 Драчинці, Чернівецька область, УРСР) — єпископ Івано-Франківський і Коломийський (УПЦ МП). 

## Біографія
Народився 12 грудня 1980 року в селі Драчинці, Кіцманського району Чернівецької області. 1998 року закінчив місцеву школу.
1998 року з благословення на той час архієпископа Чернівецького УПЦ МП Онуфрія прийнятий до Чернівецько-Буковинського єпархіального управління, працював референтом. 23 грудня 2006 року в Іоно-Богословському монастирі пострижений в монахи. Взяв ім'я Никита в честь преподобного Микити Стовпника.
В Чернівцях в храмі святителя Миколая 26 лютого 2012 року рукоположений в сан ієромонаха. 19 серпня 2015 року митрополит Онуфрій возвів у сан архімандрита.
2020 року закінчив Київську духовну семінарію.
1 травня 2020 року Сторожука додано до сайту «Миротворець» через провокації, участь у дестабілізації життя в Україні, також він є противником ПЦУ.
23 листопада 2022 року синод обрав архімандрита Никиту у єпископа Івано-Франківського і Коломийського.
4 грудня відбулася архієрейська хіротонія архімандрита Никити (Сторожука). Її провели очільник УПЦ МП Онуфрій та митрополит Чернівецький і Буковинський Мелетій.

### Скандали
У листопаді 2022 року СБУ під час обшуку на території Чернівецько-Буковинської єпархії, в якій А. Сторожук був секретарем, «заскочили момент фізичної близькості» з 17-річним хлопцем, який співає в місцевому хорі.
Шевченківський районний суд міста Києва визнав неправдивою інформацію про те, що єпископа УПЦ Никиту «заскочили момент фізичної близькості з 17-річним хлопцем» під час обшуків працівниками СБУ собору у Чернівцях. Видання «Лівий берег», яке першим написало про це, зобов'язали компенсувати моральну шкоду 10 тисяч гривень.
У квітні 2023 року у пресслужбі УПЦ МП повідомили про його побиття. Нападника, як повідомляє НВ, обурило те, що А. Сторожук гуляв вночі з двома неповнолітніми.